# Загайнов Степан Тарасович
Степан Тарасович Загайнов (1921 — 4 лютого 1945) — лейтенант Червоної армії, учасник Другої світової війни, Герой Радянського Союзу (1945, посмертно).

## Біографія
Степан Загайнов народився в 1921 році в селі Шахи (нині — Павловський район Алтайського краю). Закінчив сім класів школи і курси нормувальників у школі фабрично-заводського учнівства в Новосибірську, після чого працював техніком-нормувальником на станції Белово Томської залізниці. У вересні 1941 року Загайнов був покликаний на службу в Робітничо-селянську Червону Армію. Брав участь в боях на Карельському і 1-му Українському фронтах. У 1943 році закінчив Горьковське танкове училище. Брав участь у визволенні Української РСР і Польщі. До січня 1945 гвардії лейтенант Степан Загайнов командував танком 126-го танкового полку 17-ї гвардійської механізованої бригади 6-го гвардійського механізованого корпусу 4-ї танкової армії 1-го Українського фронту. Відзначився під час визволення Польщі.
14—15 січня 1945 року в боях під містом Кельце Загайнов вогнем свого танка знищив 1 німецький танк, 2 штурмових гармати, 3 бронетранспортери, близько взводу ворожої піхоти. З берега Одеру він підбив німецький пароплав з піхотою і придушив кілька десятків вогневих точок противника. 25 січня 1945 року він переправився через Одер у районі Кебена (нині — Хобен, Польща) і взяв активну участь у захопленні плацдарму на його західному березі. 4 лютого 1945 року Загайнов загинув у бою. Похований у передмісті Берліна.
Указом Президії Верховної Ради СРСР від 10 квітня 1945 року за «вміле виконання бойових завдань, відвагу і героїзм, проявлені в боях з німецькими загарбниками» гвардії лейтенант Степан Загайнов посмертно був удостоєний високого звання Героя Радянського Союзу.

## Нагороди[2]
- Орден Червоної Зірки
- Медаль «Золота Зірка» (10 квітня 1945) — за знищення 1 танка, 2 штурмових гармат, 3 бронемашин і командира ворожого взводу під час битви на Кельці, а також за виведення з ладу німецького корабля й активну участь у захопленні плацдарму біля Кебена; нагороджений посмертно.
- Орден Леніна (10 квітня 1945) — нагороджений посмертно.